# Diego Galán (alcalde mayor)
Diego Galán (Guadalupe, Corona de Castilla c. 1530s - Reino de Guatemala c. 1600s) fue un español originario de Guadalupe, que llegó al continente americano como criado de Pedro de Villalobos, que fungió como alcalde mayor interino de Sonsonate (en dos ocasiones), gobernador interino de las provincias de Nicaragua, Nicoya y Costa Rica, y alcalde mayor interino de San Salvador (en donde sería el primero en ejercer tal cargo, luego que la real audiencia guatemalteca ejecutase la orden del monarca español de que la provincia de San Salvador se convirtiese en alcaldía mayor).

## Biografía
Diego Galán nacería muy probablemente cerca de la década de 1530s en la población castellana de Guadalupe como hijo de Simón Galán y de Francisca Rodríguez. Al crecer se convertiría en criado del Dr. Pedro de Villalobos, y contraería matrimonio con Inés de Polanco.
El 18 de diciembre de 1556 el monarca español Felipe II nombró a  Pedro de Villalobos como oidor de la Real audiencia de Nueva España, por lo que a principios de  1557 Villalobos junto con su familia, Galán y otros criados se movilizaron en barco hacia Ciudad de México  (sede de dicha real audiencia).
El 30 de abril de 1572 Villabos fue nombrado presidente-gobernador y capitán general de Guatemala, por lo que Galán se trasladó junto con él hacia la ciudad de Santiago de Guatemala. En 1573 , luego de que Villalobos tomara posesión de su cargo en Guatemala al terminar el período de su antecesor, es nombrado por Villalobos como alcalde mayor interino de Sonsonate. El 23 de julio de 1573 Galán junto al alguacil mayor Juan de Montesinos, los alguaciles Pedro Méndez y Antón de Moguer y el escribano del juzgado mayor Prudencio Pérez salen del cabildo para apresar al cirujano-barbero de la villa sonsonateca Juan Martínez (cuya verdadera identidad era la del marinero protestante de origen irlandés William Corniels) quién fue llevado ante el inquisidor general de Nueva España, en donde sería enjuiciado y posteriormente ahorcado y sus restos incinerados.
En 1574 el presidente-gobernador y capitán general de Guatemala Pedro Villalobos lo nombra como gobernador interino de las provincias de Nicaragua, Nicoya y Costa Rica, cargo que ejercería por un año, tras lo cual volvería a ejercer el puesto de alcalde mayor interino de Sonsonate y se mantendría en ese cargo hasta el año de 1577.
A finales 1576 Pedro Villalobos decidió trasladar a sus hijas desde México a Santiago de Guatemala, por lo que envío a Galán a traerlas; aprovechando esto, el 24 de noviembre de ese año, los alcaldes ordinarios de Santiago de Guatemala acordaron que junto con Galán viaje Francisco de Santiago para que ambos gestionen el permiso para que se establecezca un monasterio de la Inmaculada Concepción en Guatemala.
A principios de 1578, la real audiencia guatemalteca cumplió lo ordenado por el monarca español sobre elevar la Provincia de San Salvador a alcaldía mayor, por lo que se nombró a Galán como alcalde mayor interino. El 9 de abril de 1579, Galán recibió una carta de fray Juan de Frías en la que se le daba aviso de que se había avistado en las costas del golfo de Fonseca el barco Golden Hind capitaneado por el corsario inglés sir Francis Drake, que nunca llegó a tocar tierra pero si alarmó a la población.
El 10 de mayo de 1579 falleció Pedro de Villalobos, mientras que Galán continuó desempeñándose como alcalde mayor interino de San Salvador hasta el siguiente año, tras lo cual regresó a España; posteriormente en 1583 obtendría permiso para volver a Guatemala junto a un criado, siendo esto lo último que se sabe de él, probablemente fallecería en los últimos años del siglo XVI o principios del siglo XVII.